# Markus Rehberg
Markus Rehberg (* 20. Mai 1971 in Bad Soden am Taunus) ist ein deutscher Rechtswissenschaftler. Er ist Inhaber des Lehrstuhls für Bürgerliches Recht, deutsches und internationales Wirtschaftsrecht, Rechtstheorie und Rechtsökonomik an der Universität Rostock.

## Leben
Markus Rehberg studierte Rechtswissenschaft an den Universitäten Mainz und Heidelberg, legte 1994 das erste und 1997 das zweite juristische Staatsexamen ab. 1995 erwarb er einen Master of Laws an der Universität Cambridge. Anschließend studierte Rehberg Volkswirtschaftslehre an der Humboldt-Universität zu Berlin sowie an der Fernuniversität Hagen.
2000–2001 war er Berater der slowakischen Regierung auf dem Gebiet der staatlichen Beihilfen, folgte ein 2001–2002 Forschungsaufenthalt an der Juristischen Fakultät der Universität Granada. 2002 wurde er mit einer Arbeit mit dem Titel Der Versicherungsabschluss als Informationsproblem promoviert.
Anschließend arbeitete Markus Rehberg als wissenschaftlicher Mitarbeiter an der Universität Münster, 2003 wechselte er nach München. Die Habilitation folgte dort 2012 als wissenschaftlicher Assistent in München mit einer Arbeit Das Rechtfertigungsprinzip – eine Vertragstheorie.
2005 war Rehberg wissenschaftlicher Geschäftsführer des Centrums für Verhandlungen und Mediation an der Universität München. 2011–2012 übernahm er eine Vertretungsprofessur am Lehrstuhl für Bürgerliches Recht und Arbeitsrecht der Universität Regensburg. 2012 wurde er an die Universität Rostock auf den Lehrstuhl für Bürgerliches Recht, deutsches und internationales Wirtschaftsrecht, Rechtstheorie und Rechtsökonomik berufen, den er seitdem innehat.
Markus Rehberg forscht schwerpunktmäßig zur Vertragstheorie, im internationalen Wirtschaftsrecht, zur Rechtsökonomik und Rechtstheorie.

## Publikationen (Auswahl)
- Das Rechtfertigungsprinzip – Eine Vertragstheorie. Mohr Siebeck, Tübingen 2014 (Habilitationsschrift).
- Der Versicherungsabschluss als Informationsproblem – Die Gewährleistung freier Produktwahl in der Privatversicherung, in: Versicherungswissenschaftliche Studien, Band 23. Nomos, Baden-Baden 2003 (Dissertation).
- (Bearb.) § 5 Rn. 12-115 (Handelsrecht), § 6 (Arbeits- und Sozialrecht) und § 7 (Öffentliches Wirtschaftsrecht), in: Horst Eidenmüller (Hrsg.): Ausländische Kapitalgesellschaften im deutschen Recht. C. H. Beck, München 2004.